# النظاميات
النظاميات الحيوية أو نسقي (بالإنجليزية: Biological systematics)‏ هي دراسة التنوع في أنماط الحياة على كوكب الأرض في كلا الزمنين الحاضر والماضي، والعلاقة بين الكائنات الحية خلال الزمن، وبتعبير آخر هي ما يجعلنا نفهم التاريخ التطوري للحياة على الأرض.
مصطلح «نظاميات» يستخدم أحيانا كمساو ومعادل لمصطلح «علم التصنيف» (taxonomy)، ويمكن أيضا أن يختلط مع «التصنيف العلمي». لكن في جميع الأحوال يبقى علم التصنيف يعرف بشكل أفضل على أنه وصف وتمييز وتصنيف وتسمية المتعضيات المختلفة، في حين أن «علم النظاميات» يركز على وضع كل متعضية أو كائن حي ضمن مجموعات تظهر علاقاتها وارتباطاتها القرابية مع غيرها. هذه الفروع العلمية لعلم الأحياء يمكن أن تتناول الكائنات المنقرضة أو الموجودة. لكن النظاميات تبقى وحدها التي تتعامل بشكل نوعي مع موضوع العلاقات بين الأحياء عبر الزمن، وهذا يتطلب التعامل مع السجل الأحفوري (fossil record).

## الفروع والتطبيقات
يستخدم الباحثون في دراسة النظاميات الحيوية الفروع المختلفة لزيادة فهم العلاقات بين الكائنات الحية المختلفة. تُستخدم هذه الفروع لتحديد التطبيقات والاستخدامات الخاصة بالنظم الحديثة.
تصنف النظاميات الحيوية الأنواع من خلال ثلاثة فروع محددة. تستخدم النظاميات العددية أو القياس الحيوي الإحصاء الحيوي لتعريف وتصنيف الحيوانات. تصنف نظاميات الكيمياء الحيوية الحيوانات وتعرفها بناءً على تحليل المادة التي تشكل الجزء الحيوي من الخلية كالنواة والعضيات والسيتوبلازما. تصنف النظاميات التجريبية الحيوانات وتعرفها بناءً على الوحدات التطورية التي تضم نوع ما فضلاً عن أهميتها التطورية بحد ذاتها. تُعتبر جميع العوامل كالطفرات والتباعد الوراثي والتهجين على أنها وحدات تطورية.
يستطيع الباحثون باستخدام الفروع المحددة أن يحددوا تطبيقات واستخدامات نظاميات العصر الحديث.
تشمل هذه التطبيقات:
- دراسة تنوع الكائنات وتمييز المنقرضة عن الحية منها. يدرس علماء الأحياء العلاقات المفهومة بشكل جيد من خلال إنشاء العديد من المخططات و «الأشجار» (المخططات، الأشجار التطورية، التأريخات العرقية الخ)
- إيراد الأسماء العلمية للكائنات الحية وأوصاف الأنواع والنظرات العامة وترتيبات التصنيفات الحيوية وتصنيف التواريخ التطورية وتواريخ الكائنات الحية.
- شرح التنوع الحيوي للكوكب والكائنات الحية. الدراسة المنهجية المبنية على الملاحظة.
- التلاعب والسيطرة على العالم الطبيعي. هذا يشمل ممارسة «التحكم الحيوي»، الإدخال المتعمد للحيوانات المفترسة الطبيعية والأمراض.[2]

## التعريف وعلاقته بالتصنيف الحيوي
قدم جون ليندلي تعريف لعلم النظاميات في عام 1830 بالرغم من أنه كتب «علم النبات المنهجي» بدلاً من استخدام تسمية «النظاميات».
قام مينشر وآخرون بتعريف «النظاميات الحيوية» و «علم التصنيف» (المصطلحات التي غالباً ما يتم الخلط بينها واستخدامها بشكل متبادل) من خلال علاقتها ببعضها كالتالي:
النظاميات الحيوية (يُشار إليه فيما يلي باسم النظاميات البسيطة) هو الحقل الذي (أ) يوفر أسماء علمية للكائنات الحية (ب) يصفها (ج) يحتفظ بمجموعات منها (د) يوفر تصنيفًا للكائنات الحية ومفاتيح لتحديد تعريفها وبيانات عن توزيعاتها (هـ) يبحث في تاريخها التطوري (و) يدرس تكيفاتها البيئية. هذا المجال هو مجال له تاريخ طويل شهد في السنوات الأخيرة نهضة ملحوظة، خاصةً فيما يتعلق بالمحتوى النظري. يتعلق جزء من المادة النظرية بالمناطق التطورية فيما يتعلق الباقي بالمشاكل التصنيفية. علم التصنيف الحيوي هو جزء النظاميات المعني بالمواضيع من (أ) إلى (د) أعلاه.
علم التصنيف الحيوي، النظاميات الحيوية، النظاميات، النظم الحيوية، التصنيف العلمي وعلم تطور السلالات: في نقطة معينة من التاريخ كان لكل تلك الكلمات معاني متداخلة ومع ذلك فإنه يمكن في الاستخدام الحديث استعمالها على أنها مترادفات.
على سبلي المثال، يعامل قاموس ويبستر الجامعي التاسع الجديد لعام 1987 «التصنيف» و «التصنيف الحيوي» و «النظاميات» كمرادفات. وفقًا لهذا العمل فقد نشأت المصطلحات في عام 1790، و 1828 و1888 على التوالي. يزعم البعض بأن النظاميات تتعامل بشكل محدد مع العلاقات عبر الزمن وأنها يمكن أن تكون مرادفة لعلم تطور السلالات وأنها تتعامل بشكل واسع مع التسلسل الهرمي المستنتج للكائنات الحية. هذا يعني أنه سيكون هناك مجموعة فرعية للتصنيف الحيوي التي سيتم وضعها بعين الاعتبار أحياناً ولكن العكس هو ما يدعيه الآخرون.
يميل الأوروبيون إلى استخدام مصطلحي «النظاميات» و «النظم الحيوية» لدراسة التنوع البيولوجي ككل، بينما يميل الأمريكيون الشماليون إلى استخدام «التصنيف الحيوي» بتواتر أكبر. على أية حال فإن التصنيف الحيوي وخصوصاً النمط ألفا منه هو عبارة عن تعريف وتوصيف وتسمية (أي مسميات) للكائنات الحية [5] في حين أن «التصنيف» يركز على وضع الكائنات الحية في مجموعات هرمية تُظهر علاقاتها بالكائنات الحية الأخرى. كل هذه التخصصات البيولوجية يمكنها التعامل مع الكائنات الحية المنقرضة والبعيدة.
تستخدم النظاميات التصنيف الحيوية كأداة أساسية في الفهم إذ لا يمكن فهم أي شيء يتعلق بعلاقات الكائن الحي مع الكائنات الحية الأخرى دون دراسته بشكل أولي جيداً وتوصيفه بشكل صحيح بتفصيل كاف للقيام بتعريفه وتصنيفه بشكل صحيح. تساعد التصنيفات العلمية في تسجيل المعلومات والإبلاغ عنها للعلماء الآخرين. لذا يجب أن يكون عالم النظاميات وهو الشخص المتخصص في علم النظاميات قادر على استخدام أنظمة التصنيف الحالية أو أن يكون مطلع عليها بشكل كافي لتبرير عدم استخدامها.